# 森しん
森 しん（もり しん、1953年4月11日 - ）は、日本の声優、俳優。鹿児島県出身。シグマ・セブン所属。
旧芸名は広森 信吾（ひろもり しんご、本名）、拡森 信吾（ひろもり しんご）。

## 経歴
鹿児島県立指宿高等学校卒業。
かつては東京俳優生活協同組合に所属していた。

## 人物
方言は関西弁、鹿児島弁。
アニメでは心優しいキャラクターが多い。
資格は普通自動車免許。

## 出演

### テレビドラマ
- NHK大河ドラマ
  - 「獅子の時代」（1980年） - 私学校生徒
  - 「峠の群像」（1982年） - 鈴木庄蔵、農民、侍
  - 「徳川家康」（1983年） - 使者
- 帝銀事件 大量殺人・獄中32年の死刑囚（1980年、ANB）
- あさひが丘の大統領 第31話「男のロマンが夕陽に燃える!」（1980年、日本テレビ）
- 大江戸捜査網 第510話「女飛脚は殺しの標的」（1981年、12ch / 三船プロ）
- 太陽にほえろ!
  - 第463話「六月の鯉のぼり」（1981年）
  - 第494話「ジプシー刑事登場!」（1982年）
  - 第501話「ある巡査の死」（1982年）
  - 第546話「マミー刑事登場!」（1983年）
  - 第562話「ブルース刑事登場!」（1983年）
  - 第583話「三人の未亡人」（1983年）
  - 第615話「相棒」（1984年）
  - 第638話「危険なふたり」（1985年）
  - 第671話「野獣」（1985年）
- 天皇の料理番 第18話「蛙のフライと見果てぬ夢」（1981年、TBS） - 膳手
- スーパー戦隊シリーズ（ANB / 東映）
  - 大戦隊ゴーグルファイブ（1982年）
    - 第10話「珍種ポマトの秘密」 - ネズミモズーの声
    - 第13話「大暴れ地底ナマズ」 - ナマズモズーの声
    - 第19話「お化け屋敷の秘密」 - コウモリモズーの声
    - 第27話「人間ジャングル」 - レポーター

  - 科学戦隊ダイナマン 第3話「コウモリ地獄飛行」、第5話「進化獣のこわい夢」 （1983年） - エミの父
  - 電撃戦隊チェンジマン 第23話「イルカに乗る少年」（1985年） - ゼーラの声
  - 高速戦隊ターボレンジャー 第5話「脱出だ！サムライの町」（1989年） - ミノカサボーマの声
- メタルヒーローシリーズ（ANB / 東映）
  - 宇宙刑事ギャバン 第5話「ミミーは泣く 猛毒コブラ弾が烈に命中」（1982年） - ダブルマン・スペクタルの声
  - 超人機メタルダー（1987年）
    - 第36話「大反撃！戦闘ロボット軍団」 - 激闘士ゲバローズの声
    - 第37話「大崩壊！ネロス帝国」 - 雄闘ウォッガーIIの声

  - 世界忍者戦ジライヤ（1988年 - 1989年） - 星忍 烈牙の声
- 事件記者チャボ! 第6話（1983年） - 記者A
- 連続テレビ小説（NHK）
  - おしん 第272回（1984年） - スーパー従業員
  - チョッちゃん（1987年）
- おもいっきり探偵団 覇悪怒組 第29話（1987年、CX）
- 月曜・女のサスペンス「信玄伝説殺人事件」（1988年、TX） - アナウンサー

### 映画
- 劇場版 高速戦隊ターボレンジャー（1989年） - ジャシンボーマJrの声

### テレビアニメ
1979年
- 未来ロボ ダルタニアス（街の男B）

1980年
- 銀河鉄道999（フロント係）
- スーキャット（マイク・タイガー）
- 釣りキチ三平（測量隊員 他）
- ニルスのふしぎな旅（ヘラジカ）
- マリンスノーの伝説（所員D）

1981年
- ハロー!サンディベル
- まんが 水戸黄門

1982年
- 愛の戦士レインボーマン（大宮研究所所員・宮田）
- おちゃめ神物語コロコロポロン（男、風の神）
- 機甲艦隊ダイラガーXV（伊豆タスク）
- 銀河烈風バクシンガー（カイト、イノゲン・ローム、ナーカ・シンタル、隊員）
- The・かぼちゃワイン（レジ係、寮生A、高校生A、ボーイ）
- 戦闘メカ ザブングル（1982年 - 1983年、コトセット・メムマ〈2代目〉）
- 野生のさけび

1983年
- 機甲創世記モスピーダ（軍人C）
- キャプテン翼（1983年 - 1985年、山本、高杉 他）
- 銀河疾風サスライガー（ゲリラC）
- さすがの猿飛（ギャング）
- ストップ!! ひばりくん!（海猫荘主人、先明、ひさし君）
- 聖戦士ダンバイン（カワッセ）
- ナイン（吉村） - 2作品
- パーマン
- ふしぎの国のアリス（紳士B）

1984年
- あした天気になあれ（遠山）
- 重戦機エルガイム（モーブ、ドモ）
- 星銃士ビスマルク（男B 他）
- 超時空騎団サザンクロス（マオリ・セキーシマ大尉）
- 牧場の少女カトリ（子供）

1985年
- 蒼き流星SPTレイズナー（ジュノ）
- オバケのQ太郎（第3作）（小池さん）
- 機動戦士Ζガンダム（アストナージ・メドッソ、ラムサス・ハサ）
- ダーティペア（キャリコ、技師、セールスマンB）

1986年
- 宇宙船サジタリウス（パイポ、カンサ 他）
- 機動戦士ガンダムΖΖ（ビーチャ・オーレグ、アストナージ・メドッソ）

1987年
- エスパー魔美（1987年 - 1989年、天鳥、役者A、トッポ、英介、片桐）
- シティーハンター（1987年 - 1988年、組員A、河田） - 2シリーズ
- トランスフォーマー ザ☆ヘッドマスターズ（カール）

1988年
- 美味しんぼ（1988年 - 1991年、支配人、北尾照一〈初代〉、文化部社員A、吉村信康）
- 魔神英雄伝ワタル（山田先生〈初代〉、タケオ）

1989年
- 悪魔くん（小豆とぎ）
- がきデカ（岬）
- 戦え!超ロボット生命体 トランスフォーマーV（ラスター、ギャラクシーシャトル）
- チンプイ（司会者）
- ドラえもん（1989年 - 2004年、大人ののび太〈2代目〉、カール、小池さん、店長）
- 魔法使いサリー（1989年版）（1989年 - 1991年、アナウンサー、監督、木村）

1990年
- オバタリアン（親父）
- おぼっちゃまくん
- 新ビックリマン（蚤ノフ王）
- 笑ゥせぇるすまん（石野隆志）

1991年
- 機甲警察メタルジャック（テレビのリポーター、アナウンサー）
- ゲッターロボ號（竹内教授）
- 絶対無敵ライジンオー（警官）
- 太陽の勇者ファイバード（皇太子）
- チンプイ（司会者）
- トラップ一家物語（修道士）

1992年
- スーパービックリマン（スカバット）

1993年
- 機動戦士Vガンダム（ジニス・キッキ）
- コボちゃん
- ドンラゴン（おまわりさん）
- 南国少年パプワくん（別府丸）

1994年
- 忍たま乱太郎（1994年 - 2024年、南野園是式、忍者、一流斎）
- 怪盗セイント・テール（水谷）

1997年
- VIRUS -VIRUS BUSTER SERGE-（ペトリの部下A）
- HARELUYA II BØY（影野Jr）

1998年
- ガサラキ（広川顕郎）
- サイレントメビウス（鷲尾徹）
- MASTERキートン（司会）

1999年
- Bビーダマン爆外伝V（せんちょうボン）

2000年
- 機巧奇傳ヒヲウ戦記（清水）

2001年
- はじめの一歩（河合ジム会長）

2003年
- GUNSLINGER GIRL（マージ医師）
- SPACE PIRATE CAPTAIN HERLOCK
- 人間交差点（森山）

2004年
- 名探偵コナン（2004年 - 2024年、ミイラ男、稲葉敦史、柱谷巧の父、平沼登志之、田所雄也、狭山陽太郎、木幡賢、謎の老人）
- MONSTER（客A）

2005年
- ガン×ソード（ジョパンニ）
- 野菜道場 百菜亭（テツ師匠、たまじい）

2009年
- ドラえもん（2009年 - 2010年、博士、シャルル）

2010年
- クレヨンしんちゃん（2010年 - 2016年、金ぶりぶり、頭領）

### 劇場アニメ
1981年
- フリテンくん

1983年
- ザブングル グラフィティ（コトセット）
- ナイン（吉村）
- ナイン2 恋人宣言（吉村）

1985年
- キャプテン翼 ヨーロッパ大決戦（高杉）
- キャプテン翼 危うし! 全日本Jr.（高杉）

1986年
- キャプテン翼 明日に向って走れ!（高杉）

1988年
- 機動戦士ガンダム 逆襲のシャア（アストナージ・メドッソ）

1989年
- ドラミちゃん ミニドラSOS!!!（のび太）

1991年
- とべ!くじらのピーク

2002年
- WXIII 機動警察パトレイバー（宮ノ森静夫）

2003年
- あたしンち（月岡修造）

2005年
- 機動戦士Ζガンダム A New Translation I - III（2005年 - 2006年、アストナージ・メドッソ、ラムサス・ハサ） - 3部作

### OVA
1980年代
- コスモス・ピンクショック（1986年、アナウンサー）
- 那由他（1986年、仲間A）
- ダーティペア（1987年、青年）
- ヘル・ターゲット（1987年、チャン・リー）
- 宇宙の戦士（1988年、ダン軍曹）
- 機甲猟兵メロウリンク（1988年）
- New Story of Aura Battler DUNBINE（1988年、カワッセ＝グー）
- 新キャプテン翼（1989年、岩見、高杉晋吾）

1990年代
- 銀河英雄伝説（1992年、コールドウェル大尉）

2000年代
- GUNDAM EVOLVE（2001年 - 2005年、アストナージ・メドッソ） - 2作品
- 冬の蝉（2007年、黒田了介）

### ゲーム
1993年
- フォーセットアムール（ゲイル、ゴートボーン）

1997年
- スーパーロボット大戦F / F完結編（1997年 - 1998年、カワッセ・グー、ビーチャ・オーレグ、アストナージ・メドッソ、ラムサス・ハサ） - 2作品

1999年
- SDガンダム GGENERATION（1999年 - 2025年、アストナージ・メドッソ、ラムサス・ハサ、ビーチャ・オーレグ、ジオン兵C〈F〉） - 13作品
- スーパーロボット大戦コンプリートボックス（ラムサス・ハサ、ビーチャ・オーレグ）

2000年
- スーパーロボット大戦α / for DC（2000年 - 2001年、カワッセ・グー、ラムサス・ハサ、ビーチャ・オーレグ、ネオ・ジオン兵） - 2作品

2001年
- スーパーロボット大戦α外伝（コトセット・メムマ、ラムサス・ハサ、ムーンレィス兵）

2002年
- スーパーロボット大戦IMPACT（カワッセ・グー）

2003年
- 第2次スーパーロボット大戦α（ラムサス・ハサ、ビーチャ・オーレグ）

2004年
- スーパーロボット大戦MX / MXポータブル（2004年 - 2005年、ビーチャ・オーレグ） - 2作品
- スーパーロボット大戦GC（ビーチャ・オーレグ、連邦兵）

2005年
- 第3次スーパーロボット大戦α 終焉の銀河へ（ラムサス・ハサ、ビーチャ・オーレグ）

2006年
- 機動戦士ガンダム クライマックスU.C.（連邦兵A、F91連邦士官A）
- キャプテン翼（高杉真吾）※PS2
- スーパーロボット大戦XO（ビーチャ・オーレグ、連邦兵）
- テイルズ オブ デスティニー（フェイト）※PS2版のみ

2007年
- ガンダム無双（ラムサス・ハサ、ビーチャ・オーレグ）

2008年
- ガンダム無双2（アストナージ・メドッソ、ラムサス・ハサ、ビーチャ・オーレグ）
- スーパーロボット大戦A PORTABLE（連邦兵）
- スーパーロボット大戦Z（コトセット・メムマ、ラムサス・ハサ、DC兵）

2010年
- ガンダム無双3（アストナージ・メドッソ、ラムサス・ハサ、ビーチャ・オーレグ）

2011年
- クレヨンしんちゃん 宇宙DEアチョー!? 友情のおバカラテ!!

2015年
- スーパーロボット大戦BX（カワッセ・グー）

2017年
- スーパーロボット大戦V（ビーチャ・オーレグ）
- キャプテン翼 〜たたかえドリームチーム〜（高杉真吾）

2018年
- スーパーロボット大戦X（ビーチャ・オーレグ）

2019年
- スーパーロボット大戦T（ビーチャ・オーレグ）

2024年
- 機動戦士ガンダム アーセナルベース（ラムサス・ハサ、ビーチャ・オーレグ）
- 機動戦士ガンダム U.C. ENGAGE（アストナージ・メドッソ）

### ドラマCD
- 魔神英雄伝ワタル3 CDシネマ1 救世主復活篇（ワタルの父）

### 吹き替え
- ベニスで恋して（2001年）
- ミルクのお値段（2001年）
- 反則王（2002年、デホの上司の副支店長〈ソン・ヨンチャン〉）

### ナレーション
- NNNニュースプラス1
- スーパーJチャンネル
- スーパーモーニング
- 林家正蔵の東京みち探検隊!
- 吉村明宏のクイズランチ
- 美の巨人たち

### CM
- グーニーズ2 フラッテリー最後の挑戦
- サラダの国のトマト姫
- DJボーイ&ウィップラッシュ

### ラジオ番組
- 快適生活ラジオショッピング（bayfm）

### シリーズ一覧
1. ↑  『2』（2001年）、『12』（2005年）
2. ↑  『ZERO』（1999年）、『F』（2000年）、『F.I.F』（2001年）、『NEO』（2002年）、『SEED』（2004年）、『PORTABLE』（2006年）、『SPIRITS』（2007年）、『WARS』（2009年）、『WORLD』『3D』（2011年）、『OVER WORLD』（2012年）、『GENESIS』（2016年）、『ETERNAL』（2025年）